# Monzodiorita

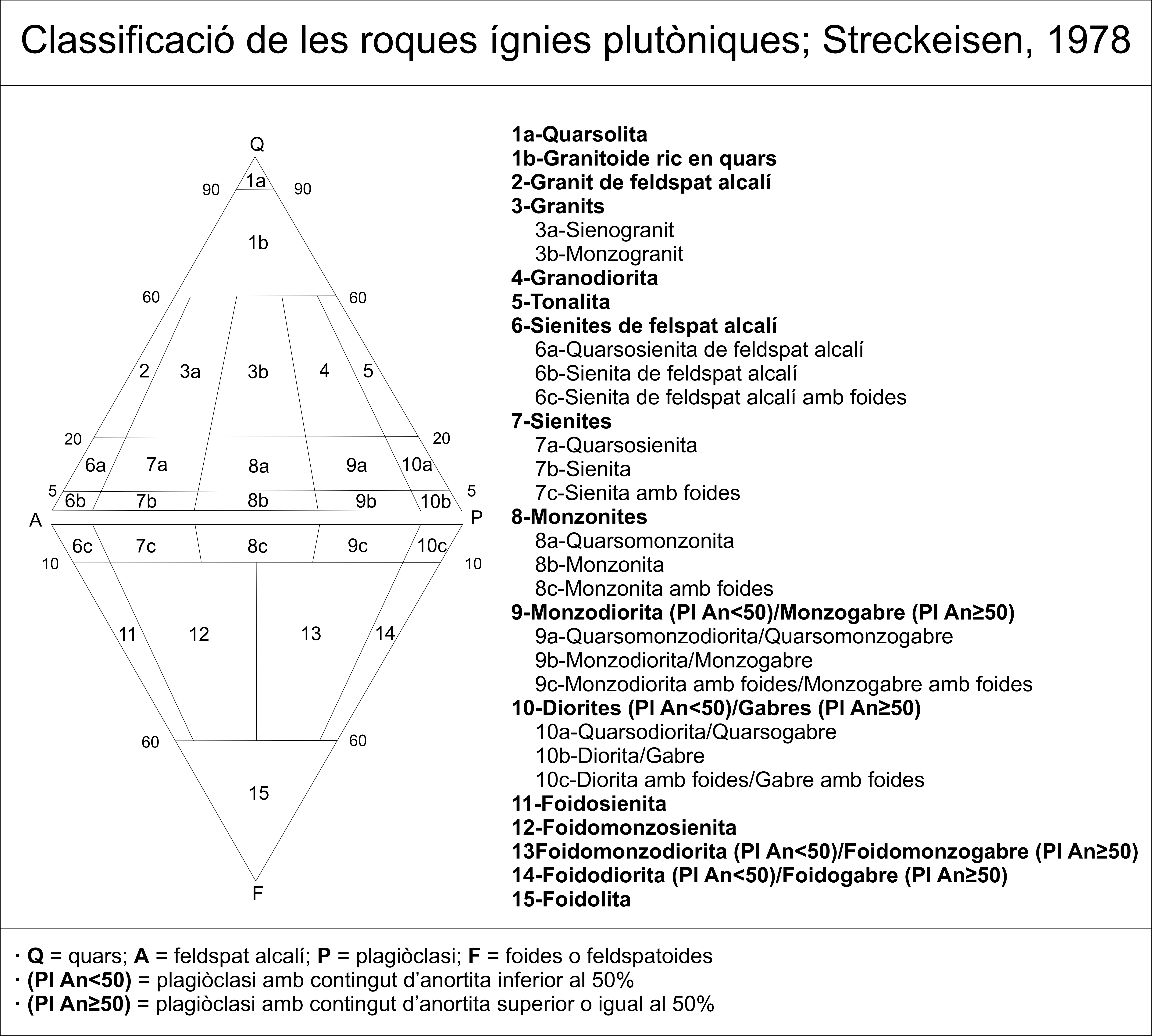
Classificació de les roques ígnies plutòniques segons Streckeisen 1978. La monzodiorita es troba al lloc 9.

La monzodiorita és una roca plutònica granada, intermediària entre la monzonita i la diorita, amb poc quars (Q <5%) i plagiòclasi (An > 50%) més abundant que el feldespat alcalí (A-P = 65-90%), definida modalment al camp 9 del diagrama QAPF de Streckeisen (vegeu la imatge).